# أبصار
أبصار هي قرية في مقاطعة طالقان، إيران. يقدر عدد سكانها بـ 74 نسمة بحسب إحصاء 2016.